# Cascadas de Agua Azul
El área de protección de flora y fauna Cascadas de Agua Azul, también de la Catarata de Agua Azul, es una área de protección de flora y fauna de México localizada en el estado de Chiapas de reconocimiento internacional.

## Descripción

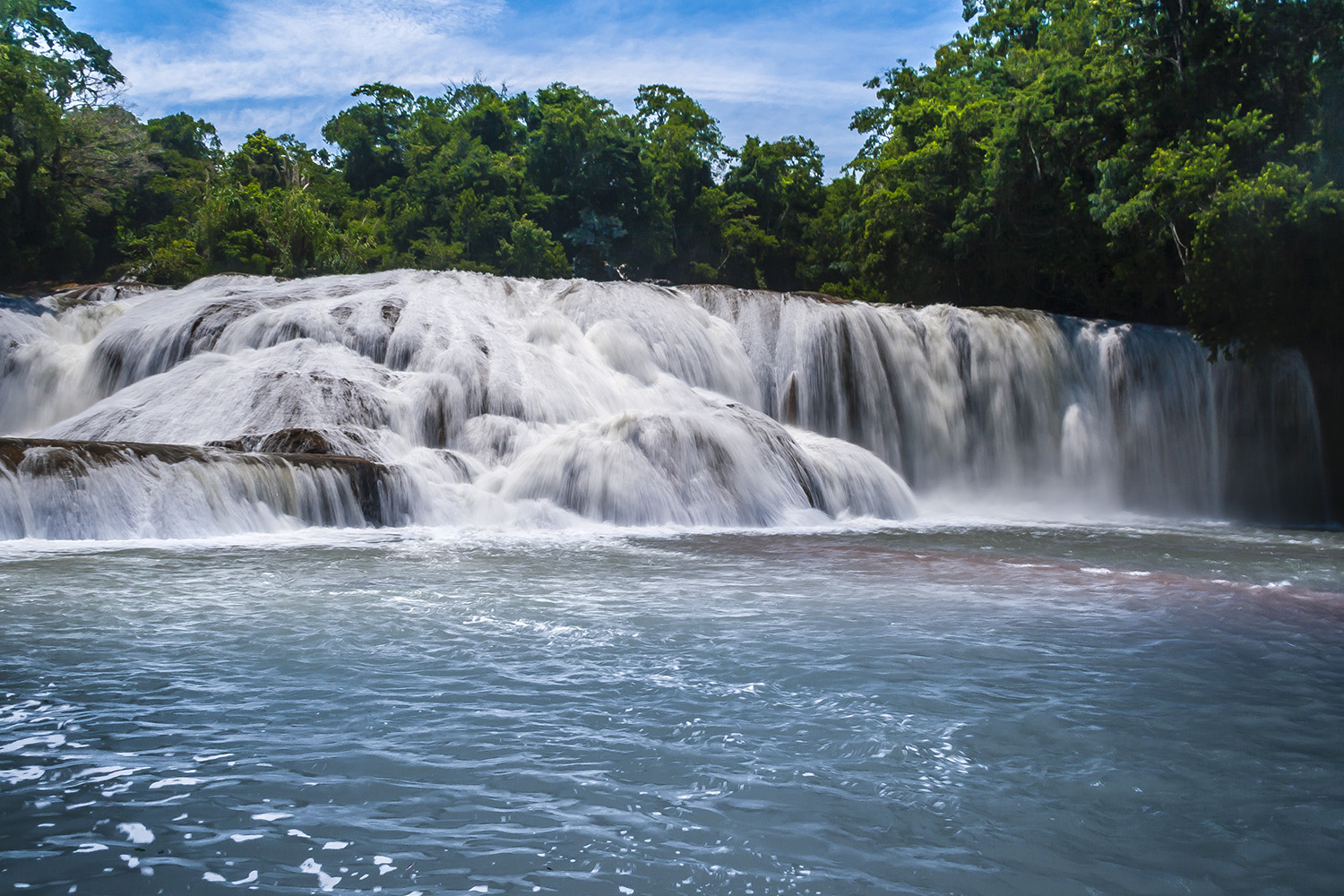
Vista de una de las cascadas

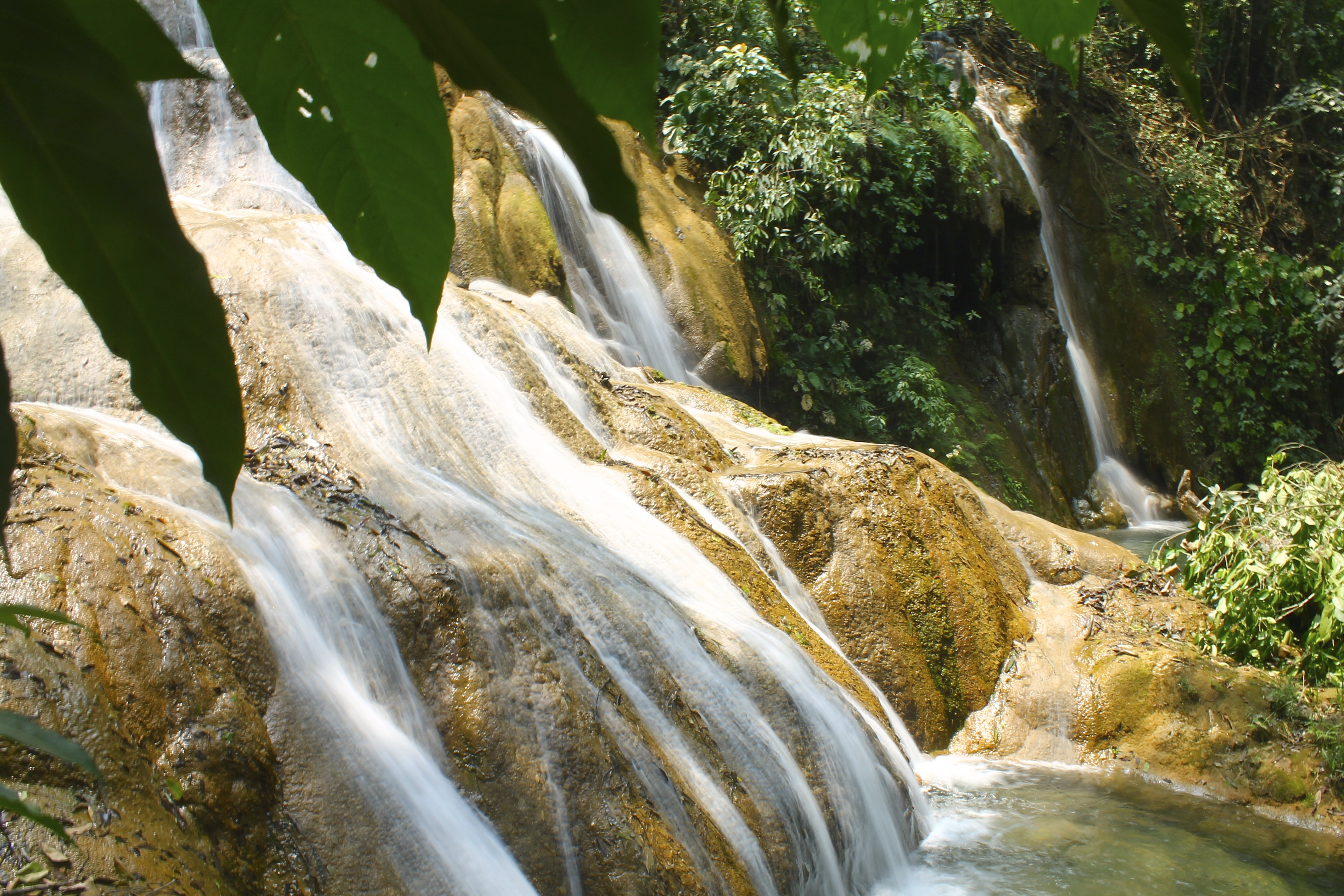
Las preciosas cascadas de Agua Azul, Chiapas.

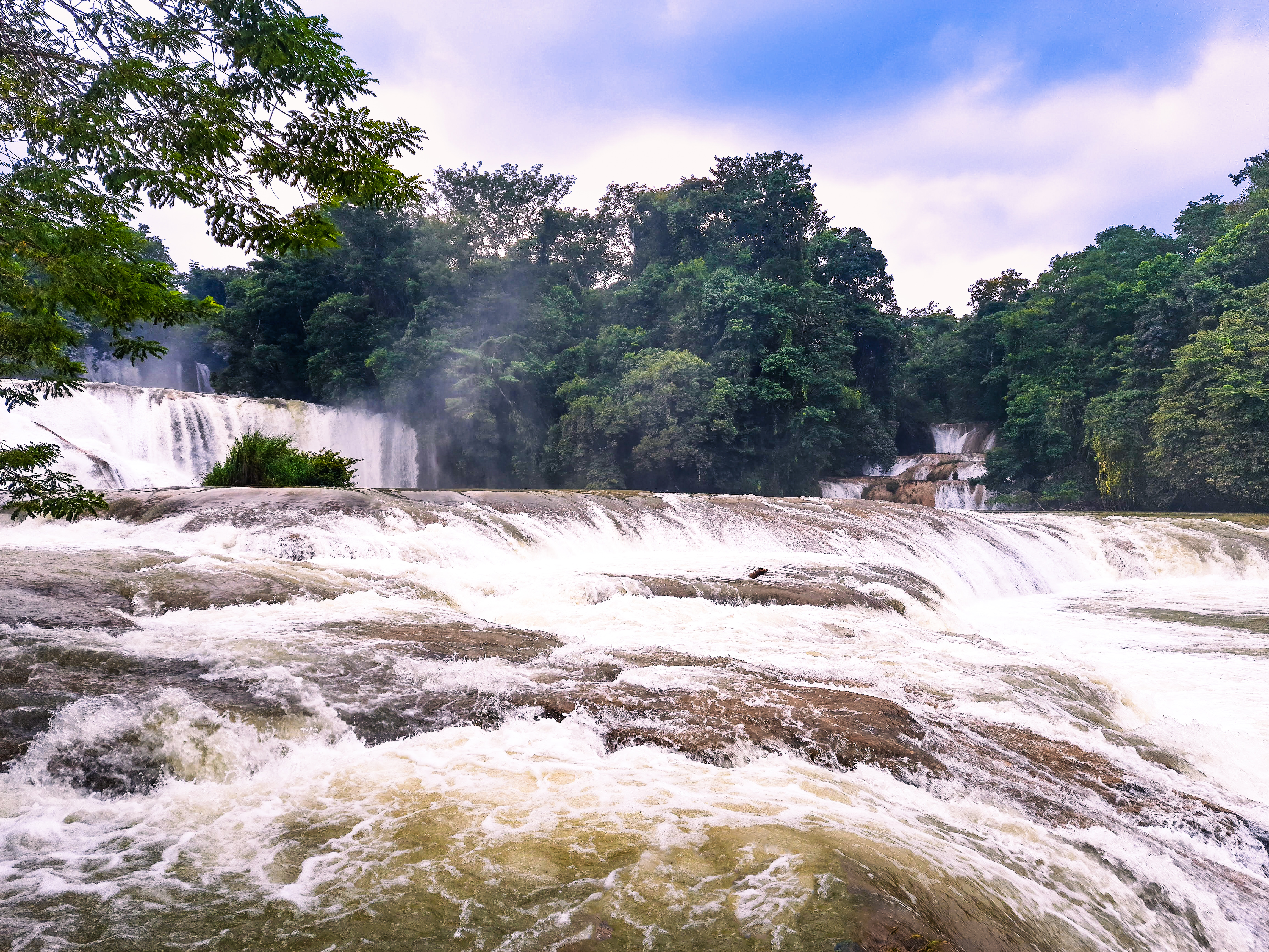
Vista del caudal crecido de las cascadas de Agua Azul durante la temporada de lluvias.

Sus cascadas se forman gracias a los afluentes del río Otulún, Shumuljá y Tulijá, formando cañones no muy profundos con acantilados verticales que dan origen a sus cascadas blanquiazules. Se encuentran al norte del Estado de Chiapas, en los límites de los municipios de Chilón, Tumbalá y Salto de Agua. Se encuentra a 64 km de la ciudad de Palenque o a 60 km por la carretera 199 que va a Ocosingo y 4 km por un desvío. Las aguas tienen ese hermoso color azul por las sales de carbonatos que llevan disueltas. Sin embargo durante la temporada de lluvias el río crece y las aguas pierden su color a la vez que las pozas se desbordan. La vegetación es de tipo selva de montaña, exuberante, en algunas partes cubre el río, es común ver troncos de árboles caídos petrificados.
Este centro ecoturistico es un lugar muy recomendado para visitar preferentemente durante el invierno y la primavera, épocas en las que el nivel del río permiten nadar en las pozas, además de contar con un extenso corredor gastronómico y artesanal, se pueden practicar algunas actividades de aventura como tirolesas.  Es importante tomar en cuenta las contribuciones que se piden para ingresar por cuenta propia al área natural por parte de las comunidades locales.

## Biodiversidad
De acuerdo al Sistema Nacional de Información sobre Biodiversidad de la Comisión Nacional para el Conocimiento y Uso de la Biodiversidad (CONABIO) en el Área de Protección de Flora y Fauna Cascada de Agua Azul habitan más de 570 especies de plantas y animales de las cuales 38 se encuentra dentro de alguna categoría de riesgo de la Norma Oficial Mexicana NOM-059  y 7 son exóticas,

## Como llegar
Para llegar a las cascadas de Agua Azul se puede acceder por la carretera desde Palenque, que está a 69 km.
Al llegar a Tuxtla Gutiérrez, la capital del Estado, se toma la carretera al este con rumbo a Palenque; antes de llegar a esta ciudad, se encontrará el desvío que lleva las cascadas. El tiempo de recorrido es de 5 horas y treinta minutos, aproximadamente.

## Sector al que pertenece
Las cascadas de agua azul son de uso público, por tanto, todas las personas pueden acceder a visitarlas y hacer uso de ellas, con el único determinante a pagar es una cuota de $50 Pesos.

## Tipo de suelo
- Los luvisoles: Estos abarcan el  21% del Área Natural Protegida. Son suelos que se desarrollan principalmente sobre una gran variedad de materiales no consolidados (materiales arrastrados por un río de montaña o torrente) principalmente carbonato de calcio e hidróxido de magnesio
- Los Leptosoles: Estos ocupan el 79% de la superficie del Área Natural Protegida son suelos muy delgados, pedregosos y poco desarrollados que pueden contener una gran cantidad de material calcáreo y de rocas calizas.

## Clima
Se destaca el clima cálido y húmedo ya que se ubica en una de las zonas más lluviosas del país.  determinada por su ubicación con respecto a las pendientes de las montañas que se inclinan hacia el Golfo de México, causando una exposición de vientos húmedos del mar, asociados con los vientos alisios los cuales funcionan como cortinas meteorológicas, reteniendo la humedad, anudado a eso por su georreferenciación es un clima cálido.
Dato Extra: El color del agua se debe a que la roca calcárea contiene sales de magnesio y cloruros que, al penetrar la luz en el agua, permiten que ésta filtre todos los colores menos el azul, que llega al fondo y se refleja de nuevo a la superficie.

## Hidrografía
Cascadas de Agua Azul se ubica en la Región Hidrológica RH 30 Grijalva-Usumacinta, específicamente en la cuenca del Río Grijalva-Villahermosa, donde la corriente del Grijalva se nutre principalmente de los ríos y cuencas de: 
| Río                                  | Estados o comunidades que se abastecen |
| ------------------------------------ | --- |
| Cuenca del Río Grijalva-Villahermosa | Chiapas y Tabasco |
| Ríos Pichucalco                      | Municipios de Ixtapangajoya e Ixtacomitán;; al sur con los municipios de Ixtacomitán, Chapultenango, Francisco León, Ostuacán y Sunuapa (entre otros 65 comunidades más) |
| Río Almendro                         | Chiapas, Tabasco, Campeche |
| Río Tulipa                           | Tabasco y Santa Catalina |
| Río Tulijá                           | Localidades de La Independencia, El Diamante, Ampliación Jol Tulija; “El Piedron”                                                                                        |
| Cuenca José María Morelos            | México, Hidalgo Y Tlaxcala |
| Cuenca Tzinteel                      | Al municipio de Chilón |

(INEGI, 2011)

## Aspectos de Biodiversidad
La riqueza biológica de Cascadas de Agua Azul, es bastante extensa. en la cual  se estima en 861 especies, de las cuales el registro indica 583 especies animales y 278 vegetales, 159 de ellos (18.5%) se encuentran bajo alguna categoría de riesgo: 50 están Amenazadas, 97 En Protección Especial y 12 En Peligro de Extinción, 

### Flora
En los estudios hechos con respecto a la Flora pertenecientes al lugar, se estipula un Registro de 75 familias, 190 géneros y 278 especies de plantas vasculares. De esto 17  se encuentra en alguna categoría de riesgo, 13 están Amenazadas con base en la Norma Oficial Mexicana NOM-059-SEMARNAT-2010.
El total de la flora estipulada es un aproximado de 278 especies de vegetación, entre ellas: 
| Nombre               | Nombre científico       |
| -------------------- | ----------------------- |
| Chicozapote          | Manilkara zapota        |
| Chaca o palo mulato, | Bursera simaruba        |
| Ramón                | Brosimum alicastrum     |
| Orquídea cisne verde | Cycnoches ventricosum   |
| árbol de zope        | Schizolobium parahyba   |
| Pochote              | Ceiba pentandra         |
| Palo de rosa         |                         |
| guayacán             | Tabebuia rosea          |
| Bari                 | Calophyllum brasiliense |
| Palo de lacandón     | Dialium guianense       |
| Zapote de mico       | Licania platipus        |
| Higuerón             |                         |
| camuchina            | Ficus pertusa           |
| Laurelillo           | Licaria excelsa         |

#### Fauna
Los estudios faunísticos en el Área de Protección de Flora y Fauna Cascadas de Agua Azul han sido escasos. Se registran un total de 583 especies de vertebrados terrestres (18 anfibios, 42 reptiles, 455 aves y 68 mamíferos). De la totalidad de las especies, el 18% que corresponde a 159 especies se encuentran en alguna categoría de riesgo con base a la Norma Oficial Mexicana NOM 059-SEMARNAT-2010, Protección ambiental-Especies nativas de México
Esto se dividen en secciones las cuales son:
1. Anfibios - con 18 especies pertenecientes a dos órdenes, siete familias y 13 géneros Estas especies representan el 16.7% respecto de las 108 especies registradas en el Estadio (Luna-Reyes et al., 2005) y el 4.9 % respecto a las 361 especies referidas para México (Flores-Villela y Canseco-Márquez, 2004).
2. Reptiles - Se conoce un total de 42 especies de reptiles para el Área Natural Protegida, distribuidas en tres órdenes, 15 familias y 31 géneros, las cuales corresponden al 4.9% del total de las especies registradas para el área
3. Aves - El Área de Protección de Flora y Fauna Cascadas de Agua Azul representa un refugio importante para las aves residentes y migratorias, es el refugio para 455 especies que representa el 78.0% de las especies registradas, estas se incluyen en 20 órdenes, 61 familias y 281 géneros. Estos números representan el 69% respecto a las 659 especies de aves referidas para Chiapas (Rangel Salazar et al., 2003) y el 45.2% con respecto a las 1,007 especies registradas para México (Escalante-Pliego et al., 1998).
4. Mamíferos - se integra por 68 especies que representan el 11.7% de las especies de fauna registradas, se distribuyen en nueve órdenes, 26 familias y 55 géneros y representan el 33.2% con respecto a las 205 especies de mamíferos reportados para Chiapas (Naranjo et al., 2004) y 13.0% respecto a las 522 especies reportadas para México (Ceballos y Oliva, 2005)

algunas de estas son:
| Nombre                                | Nombre científico      |
| ------------------------------------- | ---------------------- |
| Mojarra                               | Astianax sp.           |
| Lobina Negra                          | Micropterus salmoides  |
| Guayacón                              | Gambusia spp           |
| Sardinita                             |                        |
| Carpa de Cuatrociénegas               | Notropis xanthicara    |
| Carpa Obispa                          | Dionda episcopa        |
| Tortuga Casco Suave de Cuatrociénegas | Apalone ater           |
| Tortuga Gravada                       | Trachemys scripta      |
| Tortuga de Cuatrociénegas             | Terrapene coahuila     |
| Encinela Norteña                      | Scincella laterales    |
| Lagarto Escorpión de lugo             | Gerrhonotus lugoi      |
| Lagarto de cola Látigo                | Cnemidophorus scalaris |
| Coyote                                | Canis latrans          |
| Lince                                 | Lynx rufus             |
| Venado Cola Blanca                    | Odocoileus virginianus |
| Liebre Cola Negra                     | Lepus californicus     |
| Conejo cola de algodón del desierto   | Sylvilagus audubonii   |

##### Especies endémicas
Cuenta con 22 especies endémicas, que corresponden al 2.9% de la riqueza del Área.

## Riesgos y Amenazas de la ANP

### Riesgos de perder el ANP
Las cascadas de agua azul son un emblema de Chiapas debido a su gran belleza que atrae al turismo nacional e  internacional, además de esto son el centros de choque entre grupos locales en los que se enfrentan comunidades indígenas, autoridades ambientales y personas que se dedican al ecoturismo con las  fuerzas del Estado provocando conflictos territoriales como lo son bloqueos carreteros, abusos, asesinatos, y presos políticos que a la fecha siguen persistiendo por lo tanto esto a provocado una  pérdida de turismo y esto conlleva a una disminución económica importante.
No solo hay una pérdida de ecosistemas de flora y fauna, sino que se causara la extinción de múltiples especies declaradas en peligro de extinción por la Norma Oficial Mexicana Nom-059-Semarnat-2010.

#### Amenazas que sufre actualmente
Deforestación:
En el Área Natural Protegida, se identificaron 732.9537 hectáreas que corresponden a áreas transformadas 
Incendios:
La principal causa es la realización de las actividades agropecuarias, donde queman los rastrojos para preparar la tierra en la siembra de maíz y fríjol, erosionando la tierra.
Generación de residuos sólidos:
La mayor cantidad de estos se genera por parte de los visitantes del Área Natural Protegida. Entre los residuos sólidos que en mayor proporción se generan están plásticos, latas, vidrios, cartón, unicel y otros. Aunque en menor proporción, se identi¢caron también residuos que pueden catalogarse como domésticos, tales como residuos sanitarios (pañales, toallas, papel higiénico)
Uso de agroquímicos y pérdida de suelos:
La demanda de productos propicia que los agricultores implementen el uso de agroquímicos sin precaución en su manejo, ya que la mayoría lava los equipos utilizados en los ríos. 
Cacería.:
El principal problema con esta actividad en la región radica en que no existe una forma de control sobre los volúmenes de extracción anual, por lo que las poblaciones de especies vulnerables tienden a declinar rápidamente en las inmediaciones de los poblados y de las comunidades presentes en el área. 
Ganadería extensiva: Se realiza de manera extensiva sin ningún control ni manejo. En el área 621.25 hectáreas han sido transformadas para esta actividad, disminuyendo la cobertura original del área y presenta fuerte posibilidades de seguir avanzando sino se implementan alternativas
Descarga de aguas negras. Menos de la mitad de las balitadas, además es evidente la falta de letrinas ecológicas ya que se presenta defecación al a, contrario al de la zona turística, por lo tanto, esto ocasiona sequía en las cascadas". Abonado a la extensa deforestación del lugar que abona al desviamiento del agua y a su vez que este vaya disminuyendo su cantidad de agua 

## Instituciones de apoyo a la ANP
La Comisión Nacional de Áreas Naturales Protegidas (Conanp): este organismo público se dedica a la preservación de la biodiversidad de los ecosistemas del área natural las cascadas de agua azul.
Además de la Conabio y la Conagua encargados de la red hidrológica ya que en conjunto los lagos, ríos, lagunas costeras y estuarios conforman el 30% de la red hidrológica del país. (conabio, 1999; inegi-ine-Conagua, 2007)
Secretaría de Desarrollo Social, Sedesol, a Área de Protección de Flora y Fauna: Permite la realización de actividades relacionadas con la preservación, repoblación, propagación, aclimatación, refugio, investigación y aprovechamiento sustentable de las especies mencionadas, el cual busca apoyar a esta ANP, para asegurarse que las actividades externas no afectan a este ecosistema, al igual que intervenir ante afectaciones directas e internas del lugar 

## Programas de apoyo
Programa de Prevención, control y combate de incendios y contingencias ambientales. Desde el período 2002 a 2011, en el Área de estudio (Cascada de Agua Azul) se han presentado tres incendios que afectaron un total de 19.5 hectáreas, la mayor parte se ha presentado en la selva mediana y el acahual, Aunque los incendios no representan daños significativos se estableció  un sistema de seguimiento a la frecuencia e intensidad de los incendios con el fin de determinar los sitios con mayor vulnerabilidad y planear actividades de manejo encaminadas a acciones de prevención, control y combate en caso de ocurrencia. cuyas metas son:
- Implementar a mediano plazo estrategias de difusión y capacitación 13 comunidades vinculadas con el Programa de prevención y combate de incendios forestales.
- Integrar a mediano plazo cuatro brigadas comunitarias voluntarias para la atención de contingencias ambientales y la prevención y/o combate de incendios forestales, con representación de las 13 comunidades ubicadas al interior del área.

| Actividades y acciones                                                                                                  |
| Realizar propuestas para la elaboración de estrategias de difusión y capacitación                                       |
| Vincular las estrategias con el programa de prevención y combate de incendios forestales                                |
| Actualizar anualmente dicho programa                                                                                    |
| Identificar las zonas y rutas de mayor atención y control                                                               |
| Coordinar acciones con las instancias responsables de la detección oportuna y combate de incendios                      |
| Promover la dotación de equipo y herramientas a las brigadas comunitarias para la atención de los incendios forestales. |
| Elaborar materiales de difusión sobre acciones de prevención y combate de incendios forestales                          |
| Dar a conocer a las comunidades rurales la normatividad en materia de manejo del fuego.                                 |

Programa de de Protección contra especies exóticas invasoras y control de especies y poblaciones que se tornen perjudiciales: A partir del 2007 se registraron especies exóticas como la tilapia, palma africana utilizadas para el aprovechamiento del aceite y otras especies vegetales como la benjamina de la india, tulipán africano y algunas ornamentales. Así como  Así mismo, especies de fauna nativa como la tuza y ardilla que son perjudiciales para cultivos agrícolas como el maíz y el cacao, por lo que requieren de la aplicación de medidas especiales de manejo o control, cuyas metas son:
- Contar a mediano plazo con un diagnóstico sobre las especies exóticas invasoras y control de especies y poblaciones que se tornen perjudiciales en los ecosistemas terrestres y acuáticos en el Área de Protección de Flora y Fauna.
- Lograr a largo plazo la erradicación de la palma de aceite (Elaeis guineensis), al interior del área protegida.

| Actividades y acciones |
| Elaborar el diagnóstico de especies invasoras y nocivas |
| Gestionar recursos para la elaboración del diagnóstico de las especies exóticas invasoras y control de especies y poblaciones que se tornen perjudiciales en los ecosistemas terrestres y acuáticos |
| Generar el registro de especies exóticas invasoras y perjudiciales |
| Definir la estrategia del control y erradicación para cada especies exótica |
| Difundir la importancia y los beneficios de mantener especies nativas en el área |
| Erradicar la palma de aceite |
| Promover la reconversión productiva con los propietarios que cuenten con plantaciones de palma de aceite                                                                                            |
| difundir los efectos nocivos que tiene el cultivo de la palma de aceite sobre el ecosistema |
| implementar técnicas para la eliminación de las plantaciones de palma de aceite |

El Programa Especial de Cambio Climático 2009-2012 (PECC) (SEMARNAT, 2009): para evitar el cambio climático se aborda por medio de la mitigación y de la adaptación, las siguientes metas y acciones sus metas son:
- Contar a corto plazo con un vivero en la comunidad.
- Elaborar a largo plazo un diagnóstico de manejo integral de la microcuenca de Cascadas de Agua Azul.
- Establecer a mediano plazo 25 hectáreas de plantaciones agroforestales.
- Elaborar un programa de acciones de mitigación y adaptación al cambio climático en el mediano plazo.

| Actividades y acciones |
| Fomentar la participación en las acciones de mitigación y adaptación al cambio climático                                                     |
| Involucrar la participación de instituciones educativas y de la sociedad en los eventos de educación ambiental para la concientización       |
| Realizar un estudio de las principales fuentes de emisión de las GEI en el área y su zona de influencia.                                     |
| Capacitar a los pobladores al interior del área y de su zona de influencia sobre las acciones de mitigación y adaptación al cambio climático |
| Diseñar materiales de difusión (dípticos, trípticos y carteles).                                                                             |
| Implementar acciones para la mitigación de las emisiones de GEI                                                                              |
| Identificar las zonas para el establecimiento de las plantaciones agroforestales.                                                            |
| implementar el establecimiento de plantaciones agroforestales                                                                                |
| Reforestar con especies nativas y recuperar terrenos forestales                                                                              |
| Establecer proyectos de cobertera en las áreas con niveles de erosión evidente                                                               |
| Fomentar en las comunidades el uso de estufas ahorradoras de leña eficientes                                                                 |
| Capacitación de personal del ANP en acciones de adaptación y mitigación al cambio climático                                                  |
| Promover la asistencia del personal del ANP a eventos relacionados al cambio climático                                                       |

Componente de Inspección y vigilancia. A partir del año 2006 se han realizado recorridos de inspección y vigilancia en el área, se ha establecido grupos de trabajo en coordinación con personal de PROFEPA para la realización de recorridos y actividades de capacitación al personal y grupos de vigilancia comunitaria, fomentando de esta forma la participación de la población local en dichas acciones de vigilancia, por el cual se han creado hasta los 2011 tres grupos de vigilancia comunitaria que han sido certificados por PROFEPA. Durante los recorridos en el área se ha identificado zonas donde se lleva a cabo la extracción de especies ornamentales como orquídeas, bromelias y aráceas; así como especies de fauna silvestre para el autoconsumo como el tepezcuintle, armadillo, guaqueque, venado cola blanca, principalmente, sus metas son:
- Realizar de manera permanente recorridos en las localidades identificadas con mayor incidencia de ilícitos ambientales, a fin de monitorear la extracción ilegal de fauna y flora silvestre.
- Contar con dos comités de vigilancia comunitaria voluntaria, certificados ante PROFEPA.
- Instalar letreros informativos referentes a la extracción de flora y fauna en el área.

| Actividades y acciones |
| Actualizar y ejecutar anualmente el programa de inspección y vigilancia. |
| Actualizar anualmente el programa de inspección y vigilancia del área en coordinación con PROFEPA.                                                                                |
| Realizar recorridos periódicos en sitios con mayor presencia de ilícitos ambientales en coordinación con PROFEPA y los grupos de vigilancia comunitaria del área                  |
| Divulgar y difundir la normatividad ambiental relacionado con la protección y conservación de los Recursos Naturales del área mediante cursos y pláticas de concientización       |
| Establecer acuerdos de colaboración con PROFEPA para la certificación de los grupos de vigilancia comunitaria voluntaria                                                          |
| Difundir mediante señalización y trípticos las actividades restrictivas y prohibitivas en materia ambiental                                                                       |
| Fomentar la participación comunitaria en la conformación de grupos de vigilancia voluntaria para la atención del programa de inspección y vigilancia                              |
| Integrar dos comités de inspección y vigilancia comunitaria en el área |
| Capacitar a través de la PROFEPA a los grupos de vigilancia comunitaria y personal del área                                                                                       |
| Equipar a los grupos de vigilancia comunitaria con herramientas para la atención al programa de inspección y vigilancia                                                           |
| Fomentar la denuncia de ilícitos ambientales por parte de los grupos de vigilancia integrados dentro del Área de Protección de Flora y Fauna Cascada de Agua Azul ante la PROFEPA |
| Establecer una red de comunicación en el Área de Protección de Flora y Fauna |
| Establecer un sistema eficiente de radiocomunicación entre los grupos de vigilancia comunitaria para las actividades de inspección y vigilancia.                                  |

## Plan de Manejo
El plan de manejo para las cascadas agua azul en Chiapas tiene como objetivo construir una serie de instrumentos con lo que se pueden establecer acciones y lineamientos para garantizar el manejo y la administración de la flora y la fauna de esta área natural protegida.
- Protección: este con el fin de establecer la promoción de políticas y mejoras en el medio ambiente para controlar el deterioro de los ecosistemas y para fortalecer la permanencia de la diversidad biológica en las cascadas de agua azul. por ello las Cascadas de Agua Azul fueron declaradas en 1980 como Reserva especial de la Biosfera, con la finalidad de proteger esta zona que contiene un gran ecosistema a su alrededor, la cual se forma de la unión de los ríos Shumuljá, Tulijá y Otulún, responsables de la particular caída de agua por sus increíbles colores.
- Manejo: Se debe determinar actividades que ayuden en la orientación del cumplimiento de objetivos creando y estableciendo políticas, estrategias y programas que promocionen la conservación, restauración, capacitación, educación y protección de las cascadas de agua azul.
- Restauración:  se trata de recuperar las condiciones ecológicas que a causa de la actividad humana o fenómenos naturales han impactado de manera negativa el área natural, por lo que se proporciona el mantenimiento y el restablecimiento de las condiciones ecológicas. En el periodo del 2005 al 2011 se ha ido reforestando el área con vegetación nativa para contribuir con la restauración de las zonas degradadas. Esto debido a que las actividades de agricultura y ganadería se habían ido extendiendo abarcando más de 1,000 hectáreas lo que provocó un fuerte deterioro de los ecosistemas.
- Conocimiento: divulgar conocimiento a través de rescatar y generar tecnologías que permitan la preservación y el aprovechamiento sustentable de la biodiversidad de las cascadas de agua azul.
- Cultura: esta requiere de la ayuda de la participación activa de las comunidades cercanas al área natural de las cascadas de agua azul, esto para lograr minimizar el impacto ambiental mediante la difusión y educación.
- Gestión: establecer de qué manera la administración del área natural se organizará y los mecanismos con los que los tres órdenes de gobierno, la ciudadanía y otras organizaciones estarán dispuestos a garantizar la conservación de los hábitats y el aprovechamiento sustentable del turismo, y la protección contra la contaminación de las cascadas agua azul.

## Normas oficiales mexicanas aplicables a las actividades a que está sujeta el área natural
- NOM-015-SEMARNAT/SAGARPA-2007: “Que establece las especificaciones técnicas de métodos de uso del fuego en los terrenos forestales y en los terrenos de uso agropecuario”.
- NOM-059-SEMARNAT-2010: Protección ambiental-Especies nativas de México de flora y fauna silvestres-Categorías de riesgo y especificaciones para su inclusión, exclusión o cambio-Lista de especies en riesgo
- NOM-126-SEMARNAT-2000: Especificaciones para la realización de actividades de colecta científica de material biológico de especies de flora y fauna silvestres y otros recursos biológicos en el territorio nacional
- NOM-062-SEMARNAT-1994: Especificaciones para mitigar los efectos adversos sobre la biodiversidad, ocasionados por el cambio de uso del suelo de terrenos forestales a agropecuarios.
- NOM-007-SEMARNAT-1997: Procedimientos, criterios y especificaciones para realizar el aprovechamiento, transporte y almacenamiento de ramas, hojas o pencas, flores, frutos y semillas.
- NOM-012-SEMARNAT-1996: Procedimientos, criterios y especificaciones para realizar el aprovechamiento, transporte y almacenamiento de leña para uso doméstico. NOM-019-SEMARNAT-2006: Que establece los lineamientos técnicos de los métodos para el combate y control de insectos descortezadores.
- NOM-07-TUR-2002: De los elementos normativos del seguro de responsabilidad civil que deben contratar los prestadores de servicios turísticos de hospedaje para la protección y seguridad de los turistas o usuarios
- NOM-09-TUR-2002: Que establece los elementos a que deben sujetarse los guías especializados en actividades específicas
- NOM-010-TUR-2001: De los requisitos que deben contener los contratos que celebren los prestadores de servicios turísticos con los usuarios-turistas.